# Slalom super uriaș

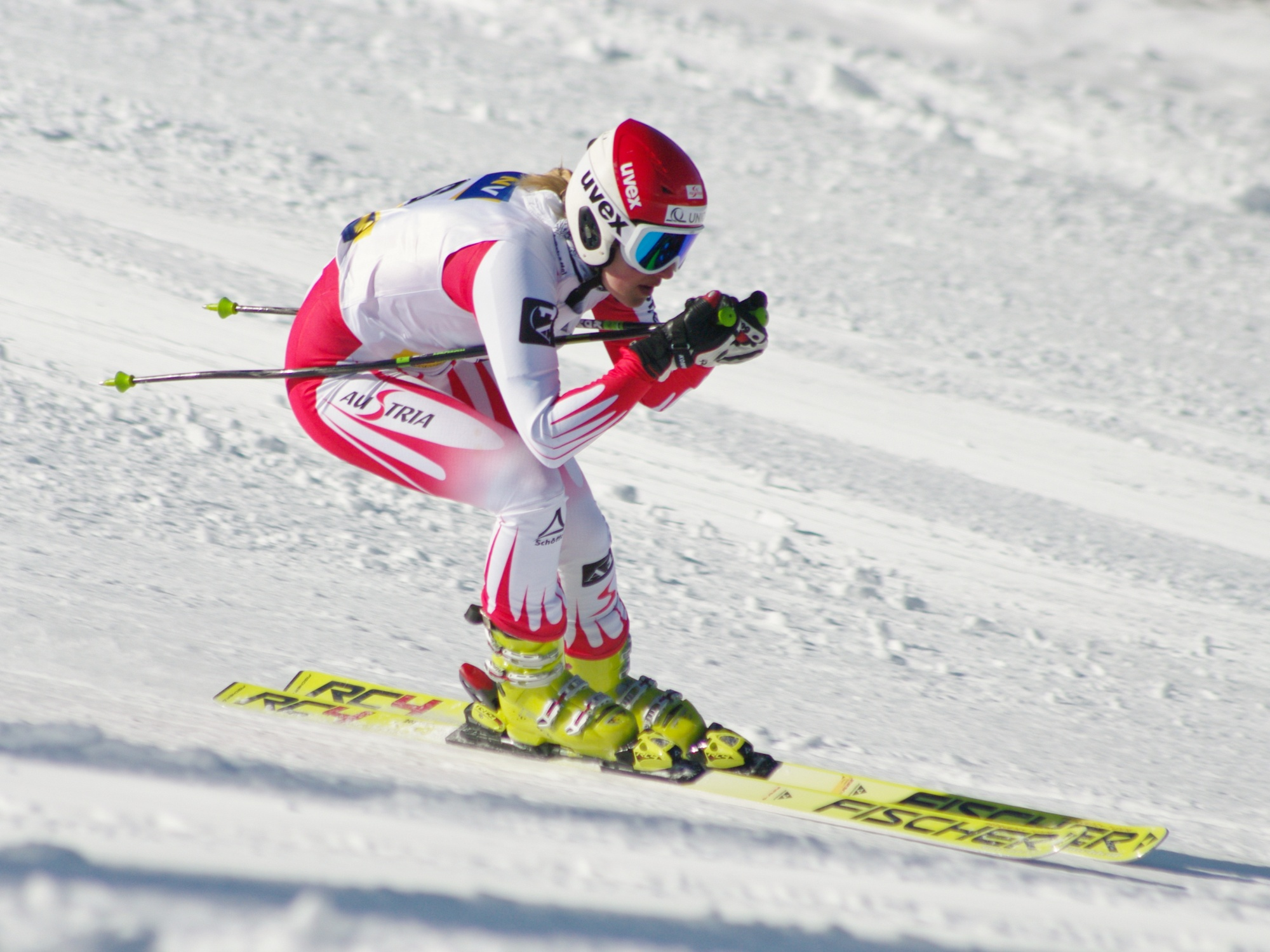
Schioarea Jessica Depauli în cadrul FIS Super-G din Lackenhof, Austria, 3 martie 2010.

Slalomul super-uriaș deseori numit super-G, este o disciplină de schi alpin, care constă în coborârea unei pante, prin anumite puncte de trecere obligatorii, denumite porți. Lungimea pistei, distanța dintre porți, raza curbei și viteza de deplasare sunt mai mari decât la slalom sau slalom uriaș.Pot fi atinse viteze maxime de peste 120 km/h, de aceea este considerată o disciplină rapidă, precum coborârea, și se desfășoară în general pe aceleași piste folosite pentru coborâri. Spre deosebire de coborâre, în Super-G nu există teste cronometrate înainte de cursă.

## Echipament
În încercarea de a crește siguranța, sezonul 2004 a văzut FIS impunând pentru prima dată lungimi minime de schi pentru super-G: până la 205 cm (80,7 inchi) pentru bărbați și 200 cm (78,7 inchi) pentru femei. Raza minimă de viraj a fost mărită la 45 m (148 ft) pentru sezonul 2014.